# Królewska Fabryka Karabinów

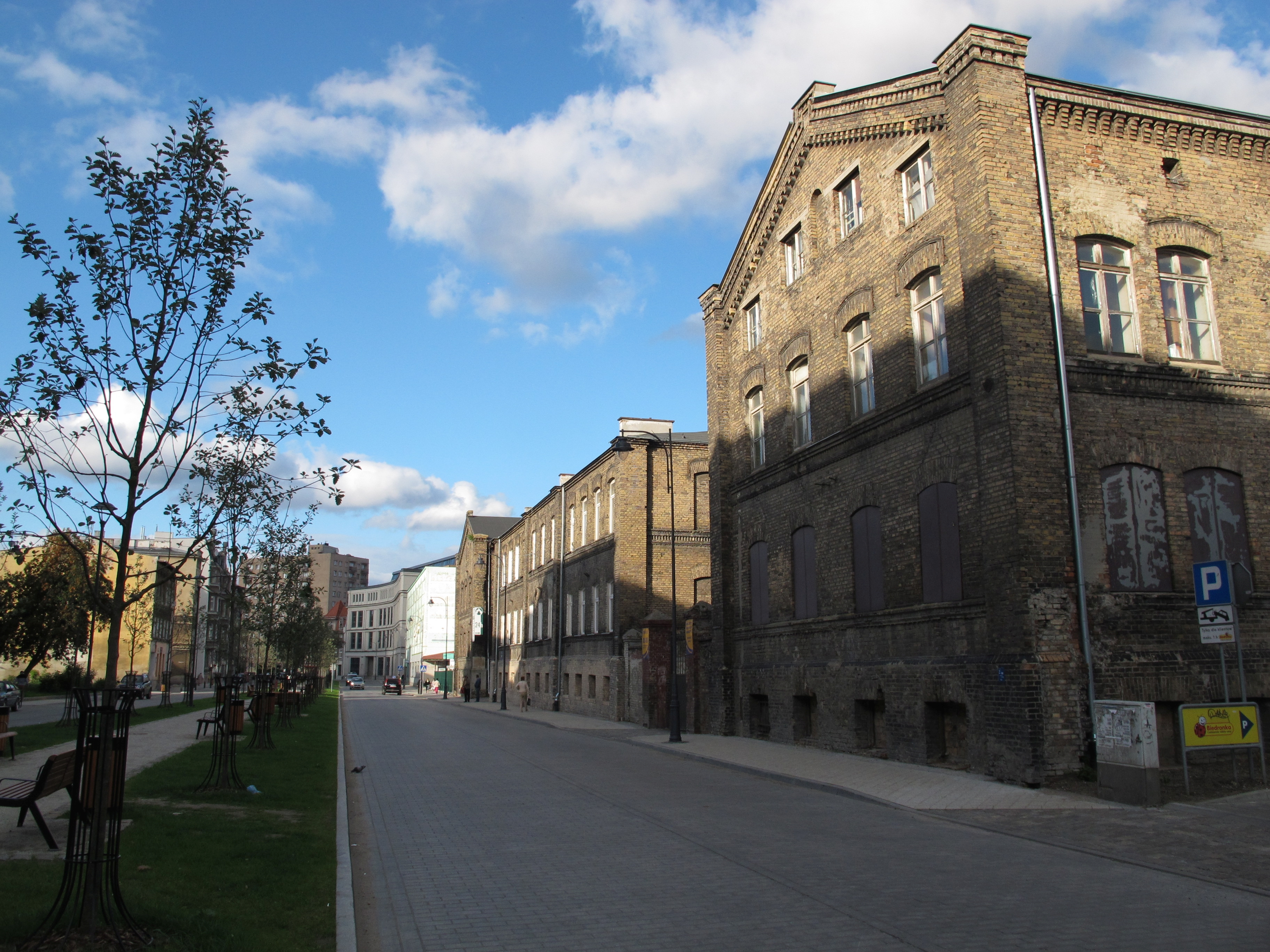
Front fabryki i ul. Łąkowa w 2015 r.

Królewska Fabryka Karabinów (niem. Königliche Gewehr-Fabrik) – zabytkowy zespół budynków poprzemysłowych z XIX wieku w Gdańsku, dawna pruska fabryka broni ręcznej.

## Opis obiektu
Fabryka Karabinów znajduje się w Śródmieściu Gdańska, na Dolnym Mieście, przy ulicy Łąkowej 35/38. Do rejestru zabytków wpisane jest 11 obiektów pod tym adresem, m.in.: hala, kotłownia, magazyn, dom, budynek biurowy, lecznica, odlewnia.
Produkcję broni w tym miejscu rozpoczęto w 1839 r., początkowo przez prywatnych przedsiębiorców. W 1843 r. zamontowano w zakładzie maszynę parową o mocy 16 KM. W 1853 r. fabryka została sprzedana państwu pruskiemu z powodu bankructwa właścicieli. Od tego momentu zespół przemysłowy zaczął nabierać kształtu, w jakim przetrwał do dziś.
W 1893 r. fabryka została połączona jednotorową linią kolejową, będącą odnogą linii Gdańsk-Tczew. Rozpoczynała się ona na Bramie Kolejowej i biegła na Dolne Miasto, do fabryki i dalej do rzeźni przemysłowych przy ul. Angielska Grobla.
Wraz z utworzeniem Wolnego Miasta Gdańska, nastąpiła demilitaryzacja miasta. Spowodowało to wstrzymanie produkcji zbrojeniowej w fabryce. W 1919 r. część maszyn produkcyjnych zakupiła Polska, a w latach 1921-1923 otrzymała resztę wyposażenia w związku z podziałem niemieckiego mienia na terenie WMG. Wyposażenie przekazano do Państwowej Fabryki Karabinów w Warszawie, a także do nowo powstałej Fabryki Broni w Radomiu. Miało to istotne znaczenie dla rozwoju polskiego przemysłu zbrojeniowego po odzyskaniu niepodległości. Rozpoczęto polską produkcję karabinu Mauser 98, który stał się później podstawowym karabinem Wojska Polskiego. 
Po demilitaryzacji budynki zakładu wykorzystywano do różnorakich celów. Znajdowały się tutaj siedziby różnego rodzaju przedsiębiorstw, a nawet siedziba lokalnej komórki NSDAP. W latach 20. na terenie kompleksu zbudowano modernistyczny gmach Fabryki Monopolu Tytoniowego. Po 1945 r. mieściły się tutaj m.in. Gdańskie Zakłady Futrzarskie oraz Gdańskie Fabryki Obrabiarek (późniejszy Hydroster), które w latach 50. prowadziły tutaj tajną produkcję obrabiarek dla przemysłu zbrojeniowego. Miało tu również swoją siedzibę gdańskie przedsiębiorstwo LPP.

## Produkowane uzbrojenie
W fabryce wytwarzano:
- Karabin Dreyse model 41, 60, 62, 65
- Karabiny Mauser: M1871, M1871/84, Gew98
- Karabin Gew88
- Lance kawaleryjskie Stahlrohrlanze

W czasie I wojny światowej zakład produkował nawet 450 tysięcy karabinów rocznie.

## Galeria

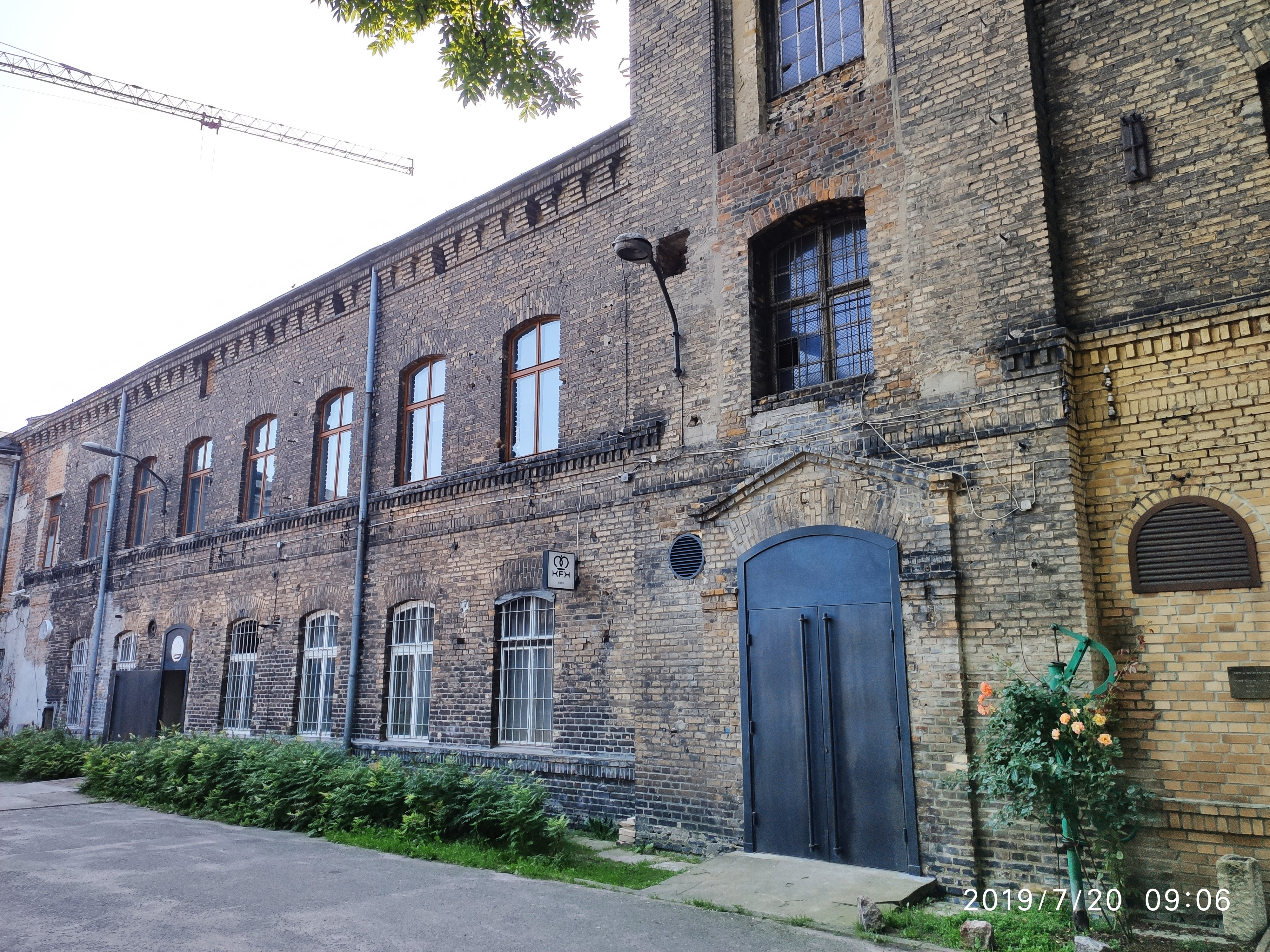
Budynki fabryki
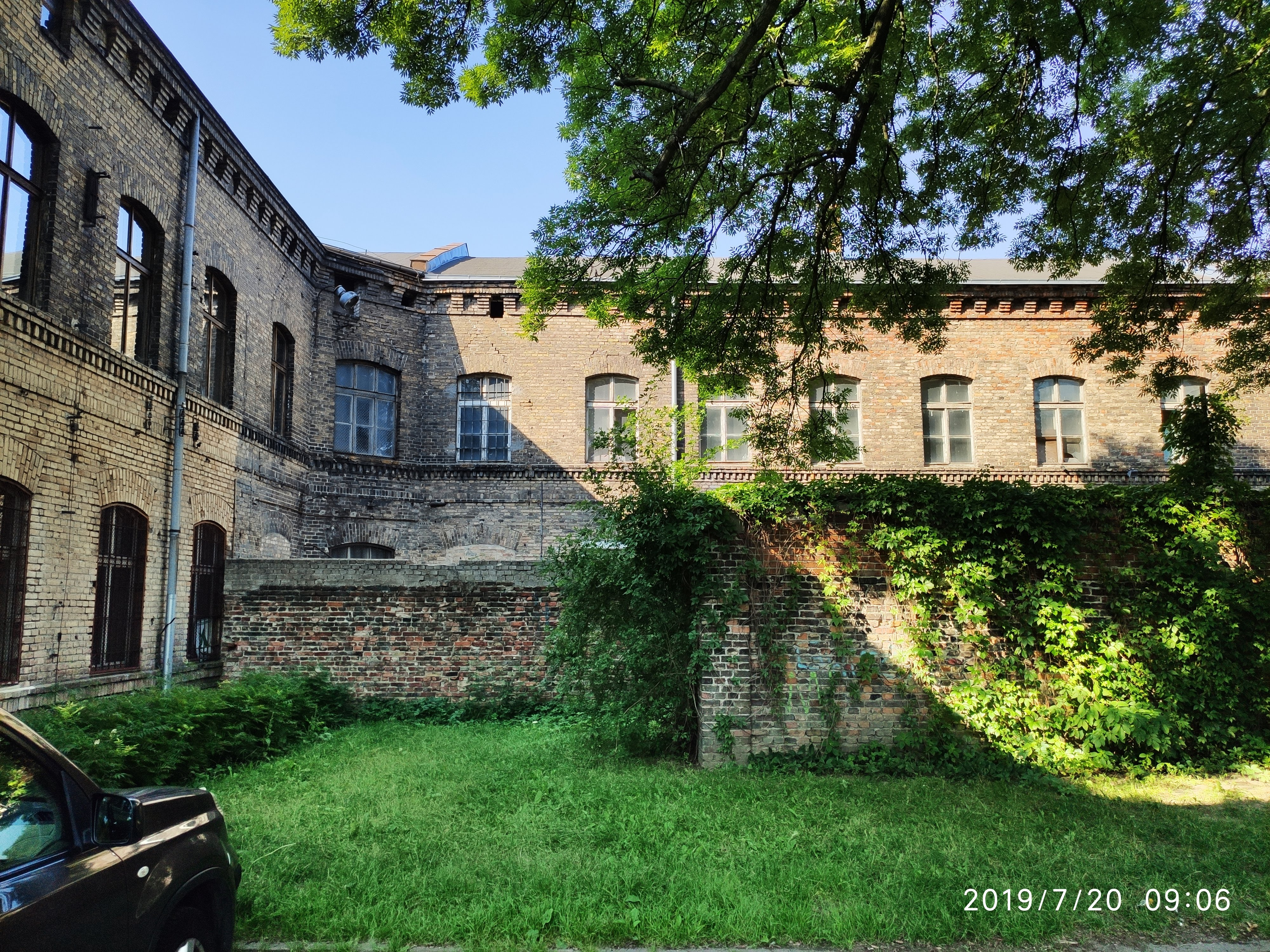
Budynki fabryki
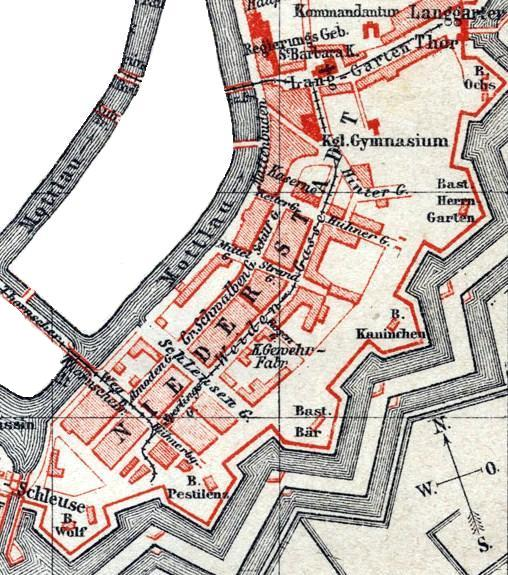
Fabryka na mapie Dolnego Miasta z 1885 r. (K.Gewehr-Fabr.)
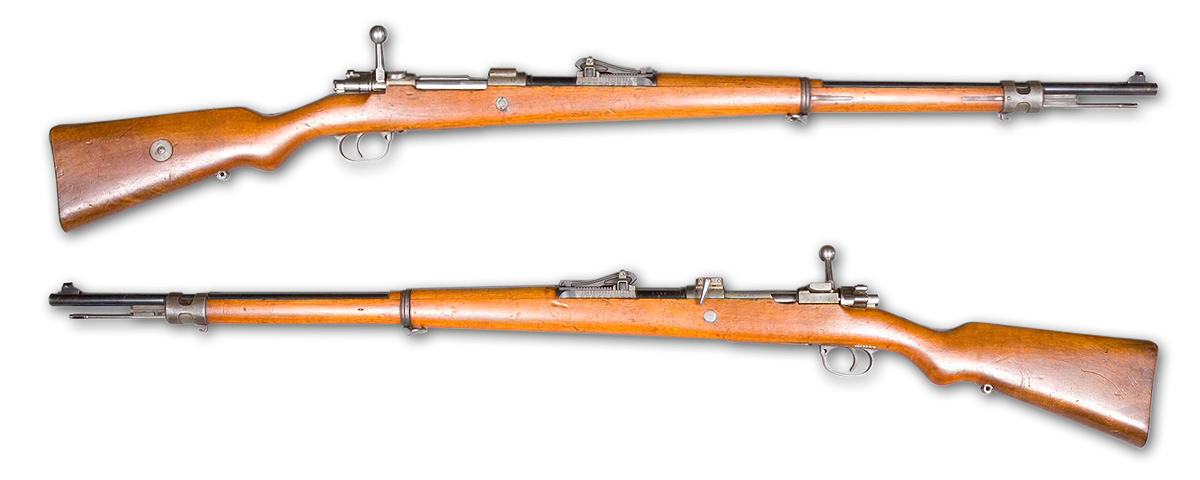
Karabin Mauser Gew98 – ten typ karabinu był produkowany w fabryce